# Northrop Grumman Innovation Systems

Ancien logo de Orbital ATK de 2015 à 2018.

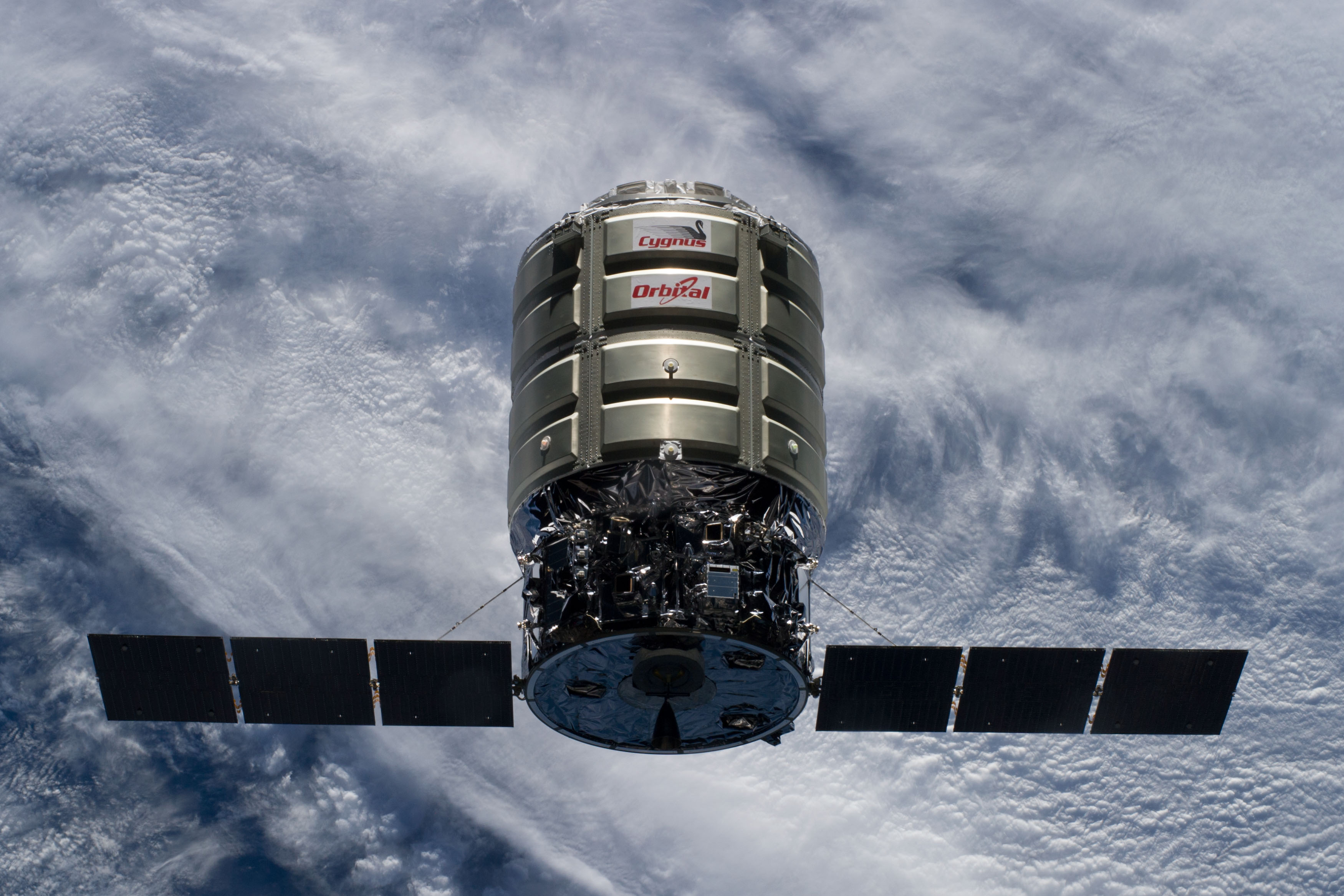
Le vaisseau spatial Cygnus transporte le fret à l'ISS pour la NASA.

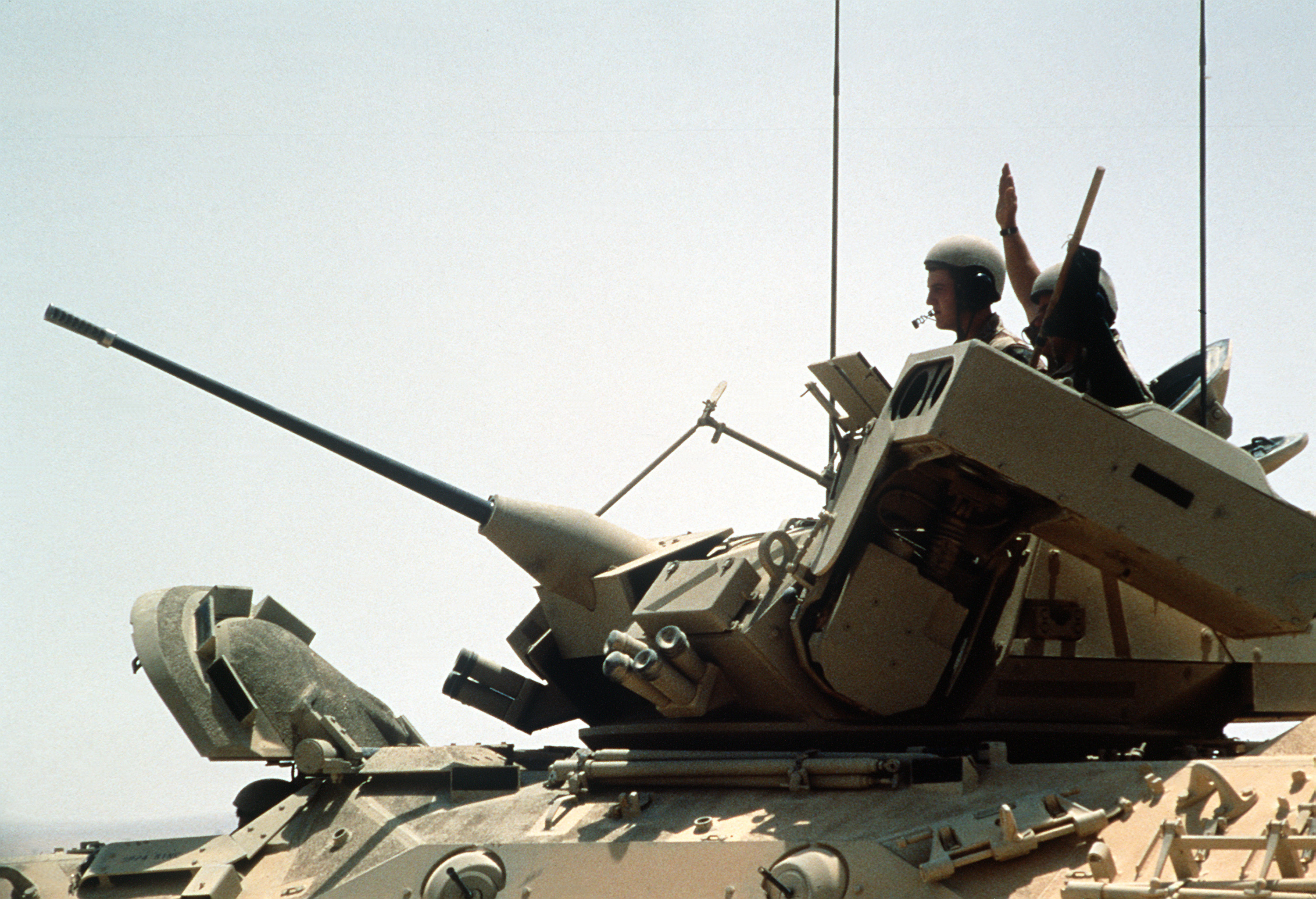
Un produit de Orbital ATK : le canon M242 Bushmaster qui compose l'armement standard du véhicule de combat d'infanterie M2 Bradley

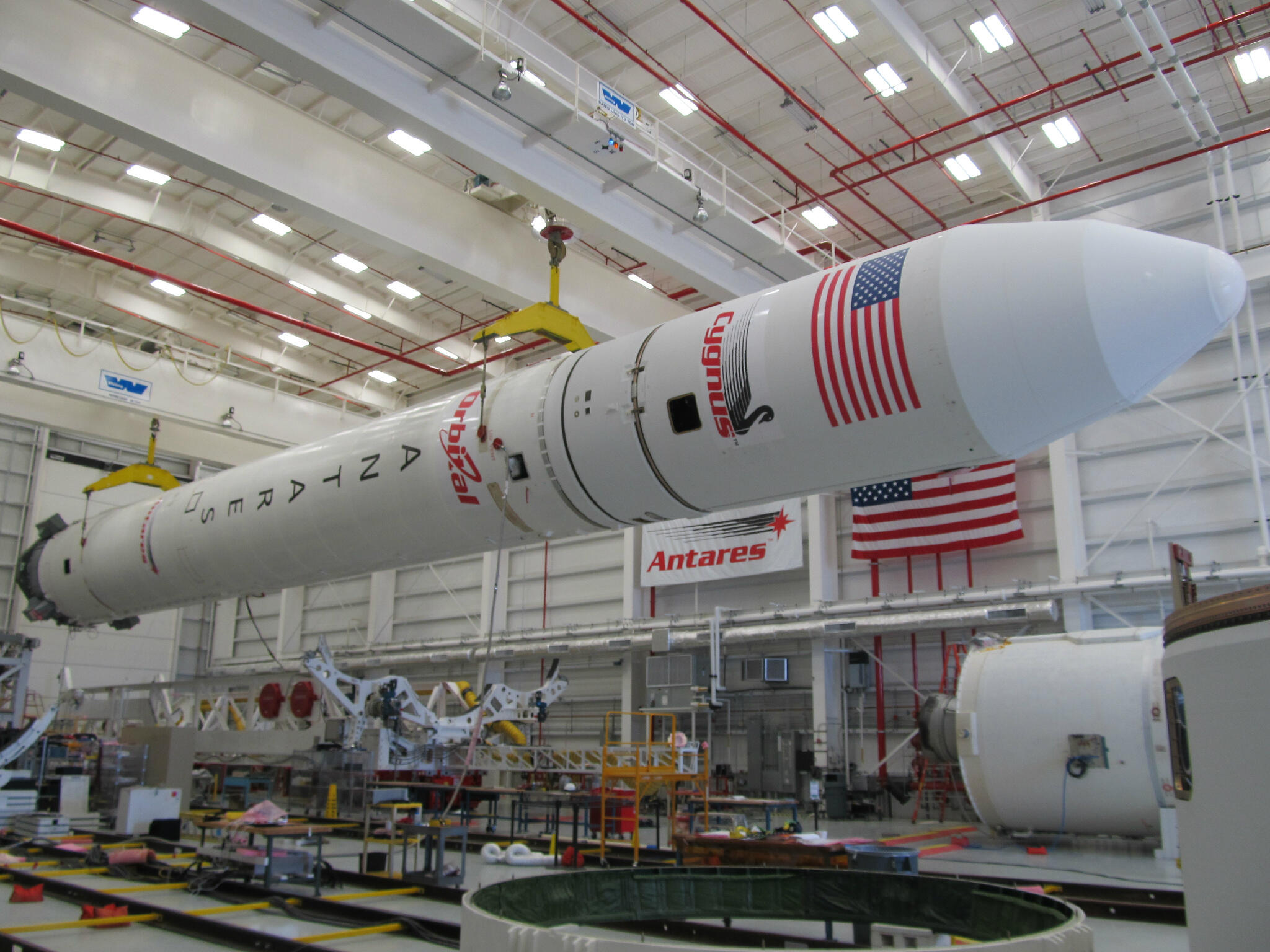
Un lanceur Antares est placé sur son transporteur avant son vol inaugural.

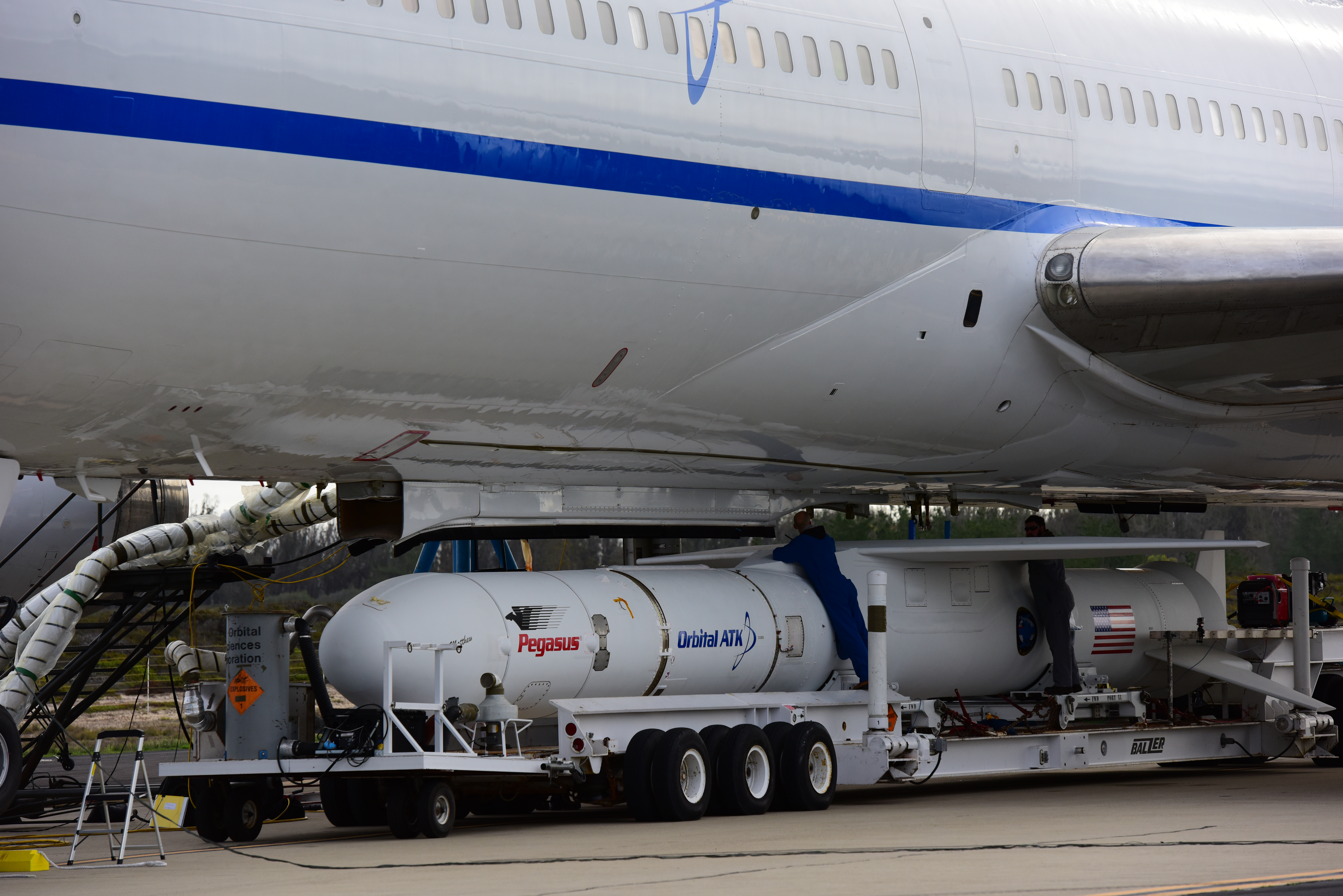
Un lanceur Pegasus-XL en cours d'installation sous son avion porteur Lockheed L-1011 TriStar.

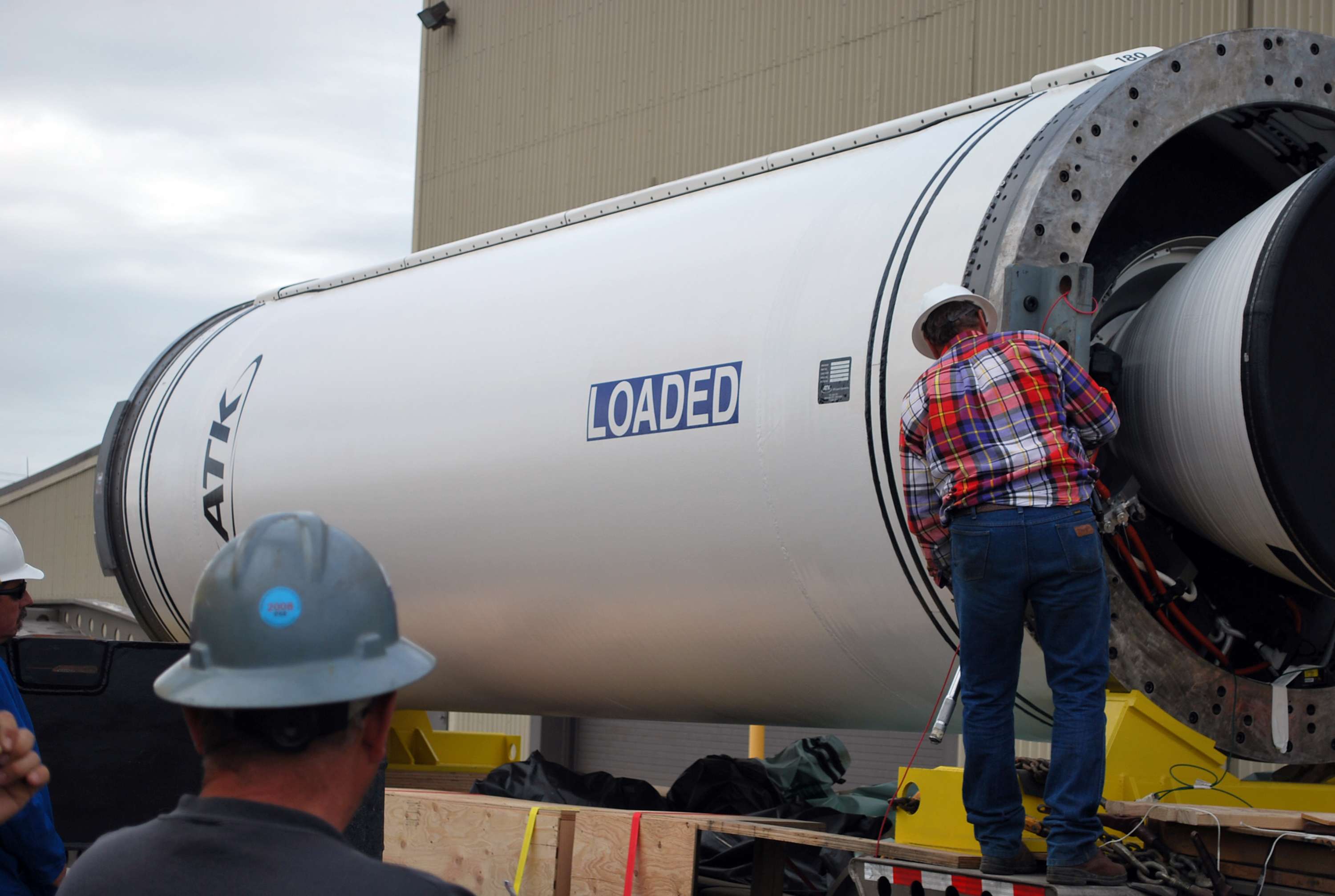
Un étage Castor 120 du lanceur Taurus utilisé pour mettre en orbite le satellite OCO.

Northrop Grumman Innovation Systems, anciennement Orbital ATK jusqu'en juin 2018, est une société américaine née de la fusion en février 2015 de Orbital Sciences Corporation et Alliant Techsystems (ATK). Orbital Sciences Corporation construit des lanceurs et des satellites tandis qu'ATK est un spécialiste des moteurs-fusées à propergol solide et de missiles. Le nouvel ensemble, qui a son siège à Dulles en Virginie, emploie 12 500 personnes et réalise un chiffre d'affaires de 4,5 milliards de dollars américains. Dans le cadre de la fusion, ATK se sépare de son activité de fabrication des petites armes à feu qui forme une nouvelle société baptisée Vista Outdoor.

## Histoire
En septembre 2017, Northrop Grumman annonce vouloir acquérir Orbital ATK pour 7,8 milliards de dollars américains et en reprenant sa dette de 1,4 milliard de dollars américains. Après l'accord de la Federal Trade Commission le 5 juin 2018, elle est renommée Northrop Grumman Innovation Systems et devient le quatrième secteur d'activité de Northrop Grumman. Elle emploie alors environ 15 000 personnes.

## Organisation
Orbital ATK comprend avant son rachat trois divisions, dont voici les chiffres de 2015 :
- La division Defense Systems, est la plus importante avec un chiffre d'affaires de 1,9 milliard de dollars américains, regroupe l'activité des missiles tactiques et de la fabrication des munitions et emploie 4 900 personnes ;
- La division Flight Systems commercialise les lanceurs de moyenne capacité Antares, Pegasus et Minotaur, ainsi que le vaisseau cargo Cygnus, ainsi que les missiles cibles et anti missiles, ainsi que les propulseurs à propergol solide. Elle emploie 4 500 personnes et réalise un chiffre d'affaires de 1,4 milliard de dollars américains ;
- La division Space Systems réalise un chiffre d'affaires de 1,24 milliard de dollars américains et emploie 2 700 personnes. Cette division fabrique des satellites de télécommunications, des satellites scientifiques et militaires et d'autres composants pour l'activité spatiale.

## Production passée et actuelle

### Lanceurs
- Antares, lanceur de moyenne puissance ;
- Minotaur, I, IV, V, C : petit lanceur à propulsion à propergol solide ;
- Pegasus, petit lanceur aéroporté ;
- Taurus, petit lanceur à propulsion à propergol solide.

### Propulsion
- GEM-40, propulseur d'appoint du lanceur Delta II ;
- GEM-60, propulseur d'appoint du lanceur Delta IV ;
- GEM-63, propulseur d'appoint du lanceur Atlas V ;
- GEM-63XL, propulseur d'appoint du futur lanceur Vulcan ;
- Castor 4, étage de la fusée-sonde Maxus ;
- Castor 30, étage à propergol solide du lanceur Antares ;
- Castor 120, étage à propergol solide du lanceur Taurus ;
- Propulseur d'appoint à poudre de la navette spatiale américaine utilisée par la navette spatiale américaine et le futur lanceur lourd de la NASA.

### Satellites de télécommunications
- Al Yah 3 ;
- HYLAS 4 ;
- SES-16;

### Remorqueur spatial
- Mission Extension Vehicle.

### Satellites d'observation de la Terre
- TOPEX/Poseidon ;
- Upper Atmosphere Research Satellite ;
- SeaStar ;
- Joint Polar Satellite System-2 ;
- ICON ;
- GeoEye-1 ;
- OrbView-1, 2, 3, 4 ;
- Early Bird 1 ;
- Landsat 4, 5, 8 ;
- Glory ;
- OCO.

### Satellites scientifiques
- Interstellar Boundary Explorer (IBEX) ;
- Solar Radiation and Climate Experiment (SORCE) ;
- Reuven Ramaty High Energy Solar Spectroscopic Imager (RHESSI) ;
- Nuclear Spectroscopic Telescope Array (NuSTAR) ;
- Fermi Gamma-ray Space Telescope ;
- Swift ;
- FUSE ;
- Extreme Ultraviolet Explorer (EUVE) ;
- ICESat-2 ;
- Transiting Exoplanet Survey Satellite ;
- Ionospheric Connection Explorer.

### Programme spatial habité
- Cygnus, cargo spatial de ravitaillement de la Station spatiale internationale.

### Sondes spatiales (exploration du système solaire)
- Dawn ;
- Deep Space 1.